# Paid in Full (album)
Paid in Full – pierwszy album hip-hopowego duetu Eric B. & Rakim wydany 7 lipca 1987.
W 2020 album został sklasyfikowany na 63. miejscu listy 500 albumów wszech czasów magazynu Rolling Stone, a utwór „Paid in Full” został sklasyfikowany na 132 miejscu listy 500 utworów wszech czasów.

## Lista utworów
| Nr  | Tytuł utworu            | Tekst | Producent                     | Długość |
| --- | ----------------------- | --- | ----------------------------- | ------- |
| 1.  | „I Ain’t No Joke”       | Louis Eric Barrier · William Griffin Jr.                                                                                      | Eric. B & Rakim               | 3:54    |
| 2.  | „Eric B. Is on the Cut” | Barrier · Griffin | Eric. B & Rakim               | 3:48    |
| 3.  | „My Melody”             | Barrier · Griffin · Marlon Williams                                                                                           | Eric. B & Rakim · Marley Marl | 6:46    |
| 4.  | „I Know You Got Soul”   | Barrier · Griffin · Bobby Bird · C. Simon · Charles Bobbit · Clarence Haskins · Grady Thomas · James Brown · Michael Williams | Eric. B & Rakim               | 4:45    |
| 5.  | „Move the Crowd”        | Barrier · Griffin | Eric. B & Rakim               | 3:49    |
| 6.  | „Paid in Full”          | Barrier · Griffin · Williams                                                                                                  | Eric. B & Rakim · Marley Marl | 3:50    |
| 7.  | „As the Rhyme Goes On”  | Barrier · Griffin | Eric. B & Rakim               | 4:00    |
| 8.  | „Chinese Arithmetic”    | Barrier · Griffin | Eric. B & Rakim               | 4:07    |
| 9.  | „Eric B. Is President”  | Barrier · Griffin · Williams                                                                                                  | Eric. B & Rakim · Marley Marl | 6:20    |
| 10. | „Extended Beat”         | Barrier · Griffin | Eric. B & Rakim               | 3:49    |
|     |                         | |                               | 45:08   |

## Single
- Eric B. is President - 1986
- I Ain’t No Joke - 1987
- I Know You Got Soul - 1987
- Move the Crowd - 1987
- Paid in Full - 1987

## Listy przebojów
| Lista (1987)                | Najwyższa pozycja |
| --------------------------- | ----------------- |
| UK Albums Chart             | 85                |
| U.S. Billboard 200          | 58                |
| U.S. Top R&B/Hip-Hop Albums | 8                 |